# Викунья
Вику́нья (лат. Lama vicugna, или Vicugna vicugna) — вид парнокопытных млекопитающих семейства верблюдовых (Camelidae). Обитает в Перу, Боливии, Чили и Аргентине, интродуцирована в Эквадоре. Внешне викунья напоминает гуанако (Lama guanicoe), но более стройная и имеет меньшие размеры.

## Внешний вид

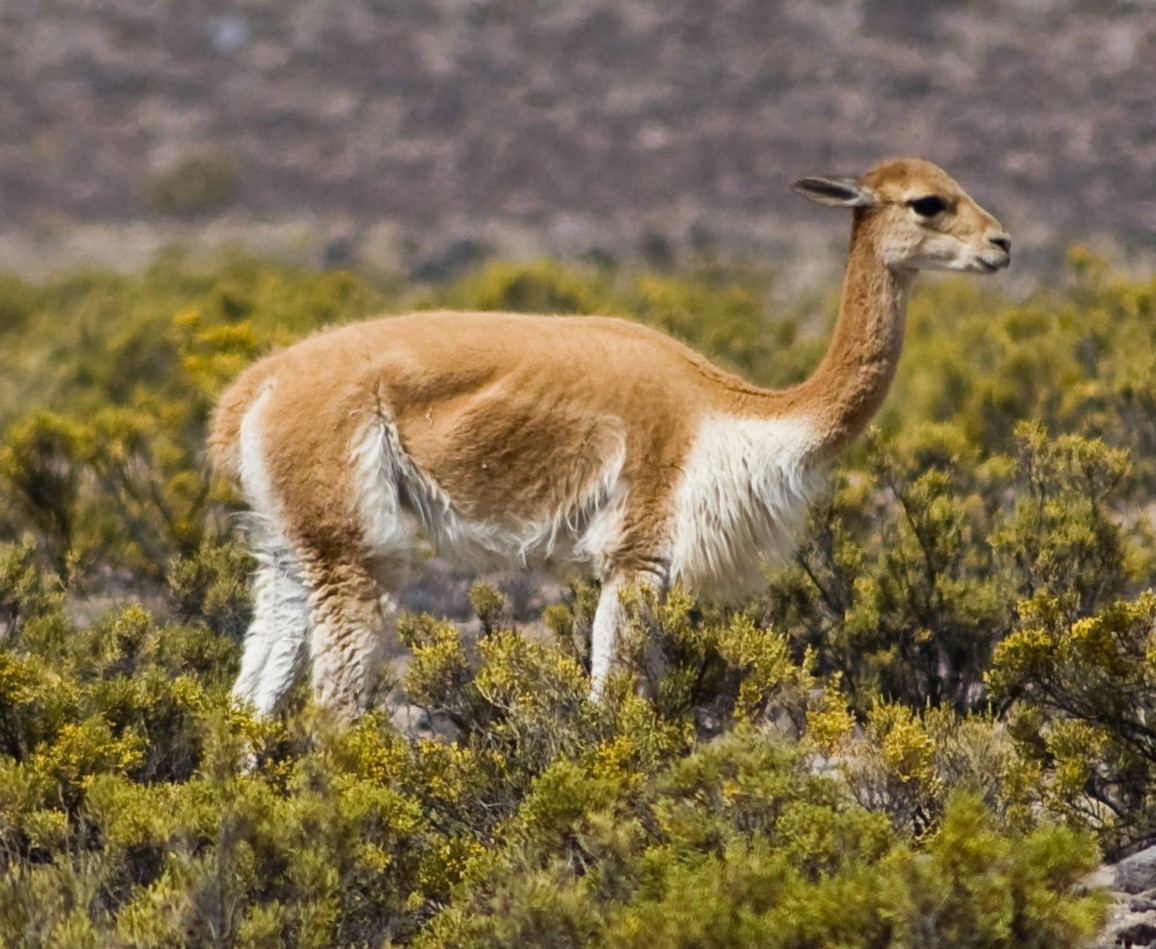
Викунья в окрестностях Арекипы, Перу

Длина викуньи составляет 150 см, рост в плечах около метра, а масса — 50 кг. Шерсть — на спине светло-коричневая, внизу более светлая — заметно изящнее, чем у родственных видов, и достаточно густа, чтобы служить изолирующим слоем, защищая от холода. Анатомической особенностью викуньи являются нижние зубы-резцы, которые, как и у грызунов, постоянно дорастают. Ничего подобного у других парнокопытных не встречается.

## Распространение
Викуньи распространены в Андах Перу, Боливии, Чили, Аргентины и Эквадора. Встречаются на высоте от 3500 до 5500 м. Как и гуанако, викуньи живут в ведомых доминирующим самцом родовых стадах с чётко ограниченными ареалами. Кроме того, существуют группы молодых самцов-холостяков, которые в силу незрелого возраста ещё не в состоянии защищать собственную территорию. Также встречаются одинокие старые самцы, изгнанные из стада более молодыми соперниками.

## Викуньи и человек
Известно, что древние инки сгоняли викуний в многочисленные стада и сбривали их ценную шерсть, которая использовалась исключительно на одежду высокопоставленных вельмож, после чего отпускали. Испанцы эту традицию не продолжили.
«В прошлые времена, до того как испанцы подчинили это королевство, по всем тем сьеррам и полям водилось множество туземных овец, и много Гуанако [Guanacos], и Викуний [Viqunias], но столь поспешно испанцы их истребили и их осталось так мало, что почти и вовсе ни одной нету».
Они отстреливали викуний в больших количествах и нередко отравляли их водные источники. Вначале это делалось для создания крупных пастбищ для домашнего скота, позже ради шерсти викуний, которая считается наиболее редкой и дорогой шерстью в мире. Во времена инков в Андах обитало около 1,5 млн викуний. В 1965 году их численность сократилась до 6000. После введения защитных мер популяция викуний, однако, быстро выросла и сегодня их насчитывается около 200 тысяч.

## Таксономия

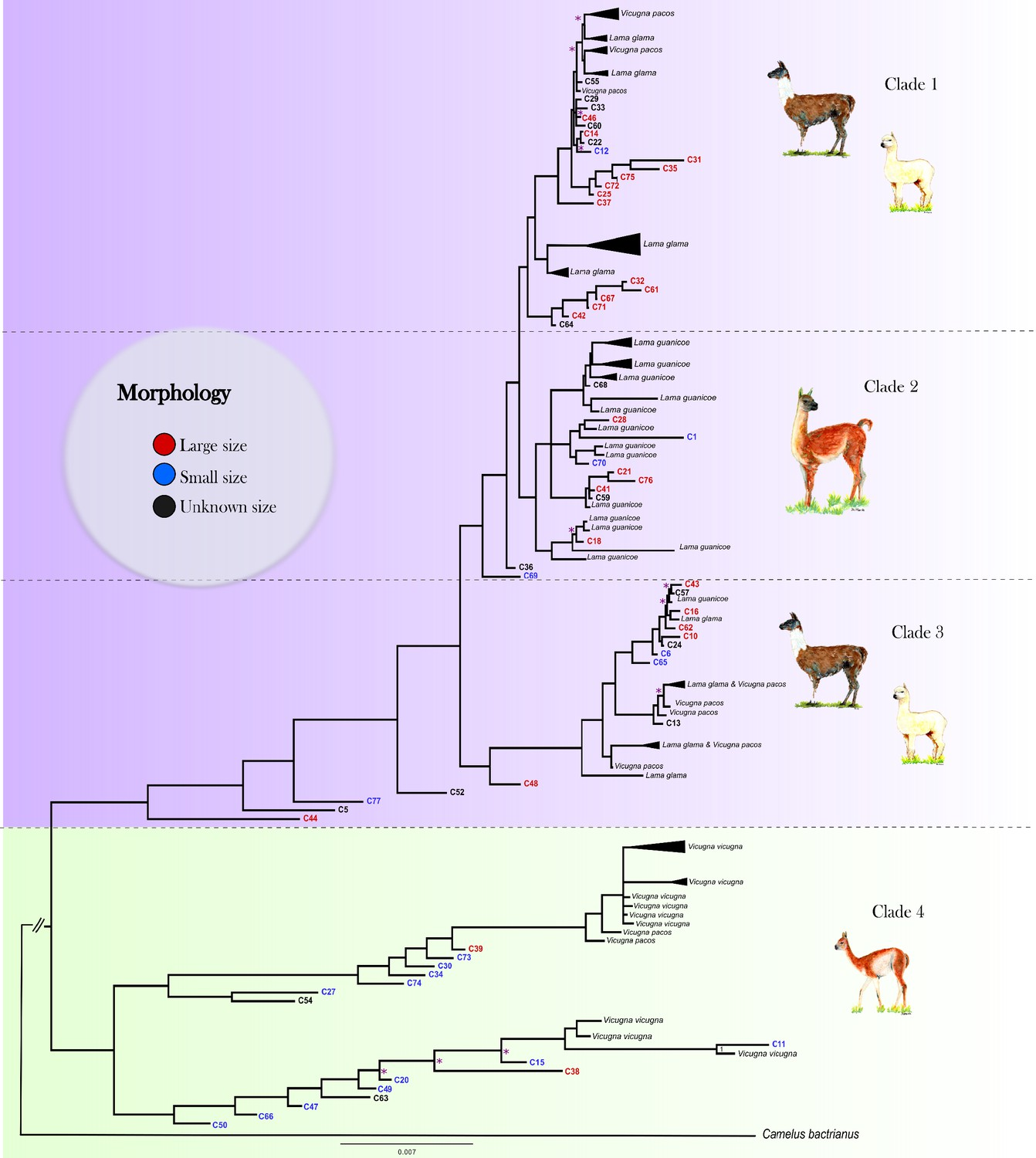
Филогенетическое дерево Lamini по митогеномным данным, полученное с использованием древней ДНК (Diaz-Maroto et al., 2021)

Вид Camelus vicugna был научно описан Хуаном Игнасио Молиной в 1782 году, отнёсшим его к роду верблюдов. В настоящее время викунью рассматривают под научным названием Lama vicugna (в роде лам), либо как Vicugna vicugna (в самостоятельном роде викуний). Первой классификации, в частности, придерживается база данных Американского общества маммологов (ASM Mammal Diversity Database), ссылаясь на низкий уровень генетической дивергенции. С другой стороны, Красная книга МСОП (2018) выделяет викунью в отдельный род.
Традиционно считается, что викуньи никогда не были одомашнены и что лама и альпака происходят от гуанако. Так как альпака, ламы, гуанако и викуньи могут спариваться друг с другом и часто смешивались, трудно с уверенностью определить происхождение сегодняшних домашних животных.  В опубликованном в 2001 году исследовании ДНК были представлены доказательства того, что альпаки могли произойти от викуний (соответственно, было предложено рассматривать альпаку под научным названием Vicugna pacos). Филогенетические анализы 2020 и 2021 года также подтвердили близкое родство викуньи и альпаки.

### Подвиды
Выделяют два подвида викуний:
- Lama vicugna vicugna (Molina, 1782) (или V. v. vicugna) — преобладает на юге ареала (между 18° и 29° южной широты);
- Lama vicugna mensalis (O. Thomas, 1917) (или V. v. mensalis) — преобладает на севере ареала (9°30' и 18° южной широты).

Южный подвид отличается от северного бо́льшими размерами тела, бо́льшими молярами, более светлым цветом шерсти и некоторыми другими чертами.
Кроме того, по особям из немецких зоологических садов был описан подвид V. v. elfridae Krumbiegel, 1944, валидность которого в настоящее время подвергается сомнению.
К. Гровс и П. Грабб (2011), придерживаясь концепции филогенетического вида, предложили повысить подвиды викуньи до статуса видов: Lama vicugna (чилийская викунья) и Lama mensalis (перуанская викунья). Тем не менее, предложения Гровса и Грабба по разделению видов копытных часто считаются необоснованными или, по крайней мере, преждевременными. Хотя Гровс и Грабб ссылаются на морфологические и молекулярно-генетические данные, размер их выборки критикуется как крайне низкий.

### В геральдике
|                                          |  |
| Викунья изображена на гербе и флаге Перу |  |